# Arturo Spiegelberg
Arturo Spiegelberg de Ortueta (Madrid, 30 de mayo de 1946) es un diplomático español. Fue embajador de España en Camerún (2008-2012) y en Guinea Ecuatorial (2013-2017)

## Biografía
Spiegelberg se licenció en Derecho, e ingresó en 1981 en la carrera diplomática. Ha estado destinado en las representaciones diplomáticas españolas en Mauritania y la India. Ha sido cónsul de España en Washington, asesor ejecutivo en gabinete de ministro, subdirector general de Migración y Participación y de Cooperación Científico-Técnica y subdirector general de Organismos Internacionales Técnicos. En agosto de 2003 fue designado embajador en misión especial para Operaciones de Mantenimiento de la Paz y en diciembre de 2008 pasó a ocupar el puesto de embajador de España en la República del Camerún. Desde julio de 2012 era embajador en Misión Especial para Asuntos Migratorios.